# 大嶺格戰鬥
大嶺格戰鬥發生於1934年8月14日，地點則是在中國江西石城县。是第一次国共内战主要戰鬥之一。該戰鬥交戰一方為中華民國國民革命軍，另一方則為中國共產黨所領導之中國工農紅軍。